# Punakha
Punakha este un oraș  în  partea de nord-vest a Bhutanului, în districtul Punakha, pe râurile Pho Chu și Mo Chu, la 1.200 m altitudine. Centru administrativ (reședința districtului omonim). Cultura orezului.
Până în 1955, a fost capitala Bhutanului, după care sediul guvernului a fost mutat la Thimphu. La recensământul din 2005 avea 2292 locuitori.

Punakha (distrito)
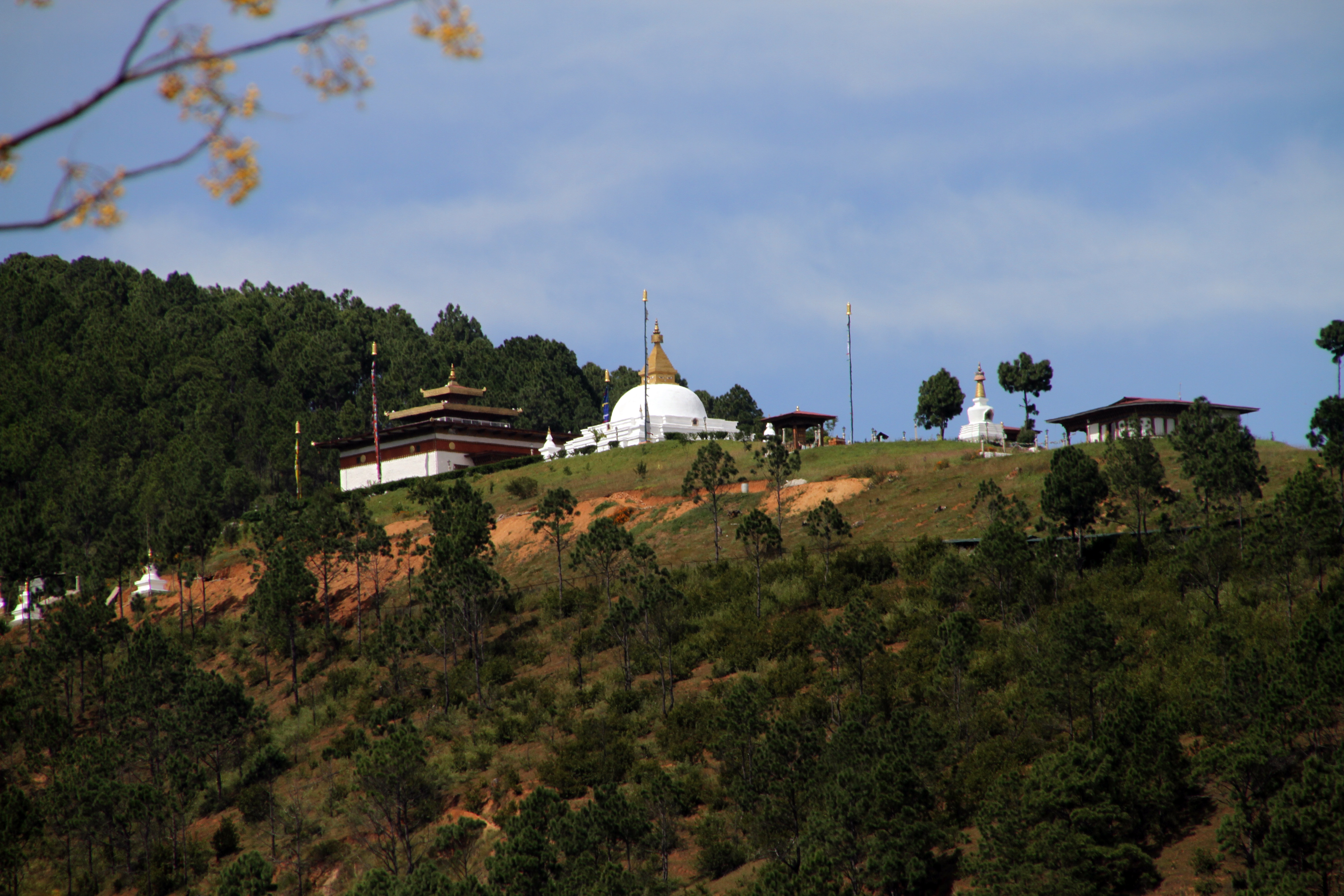
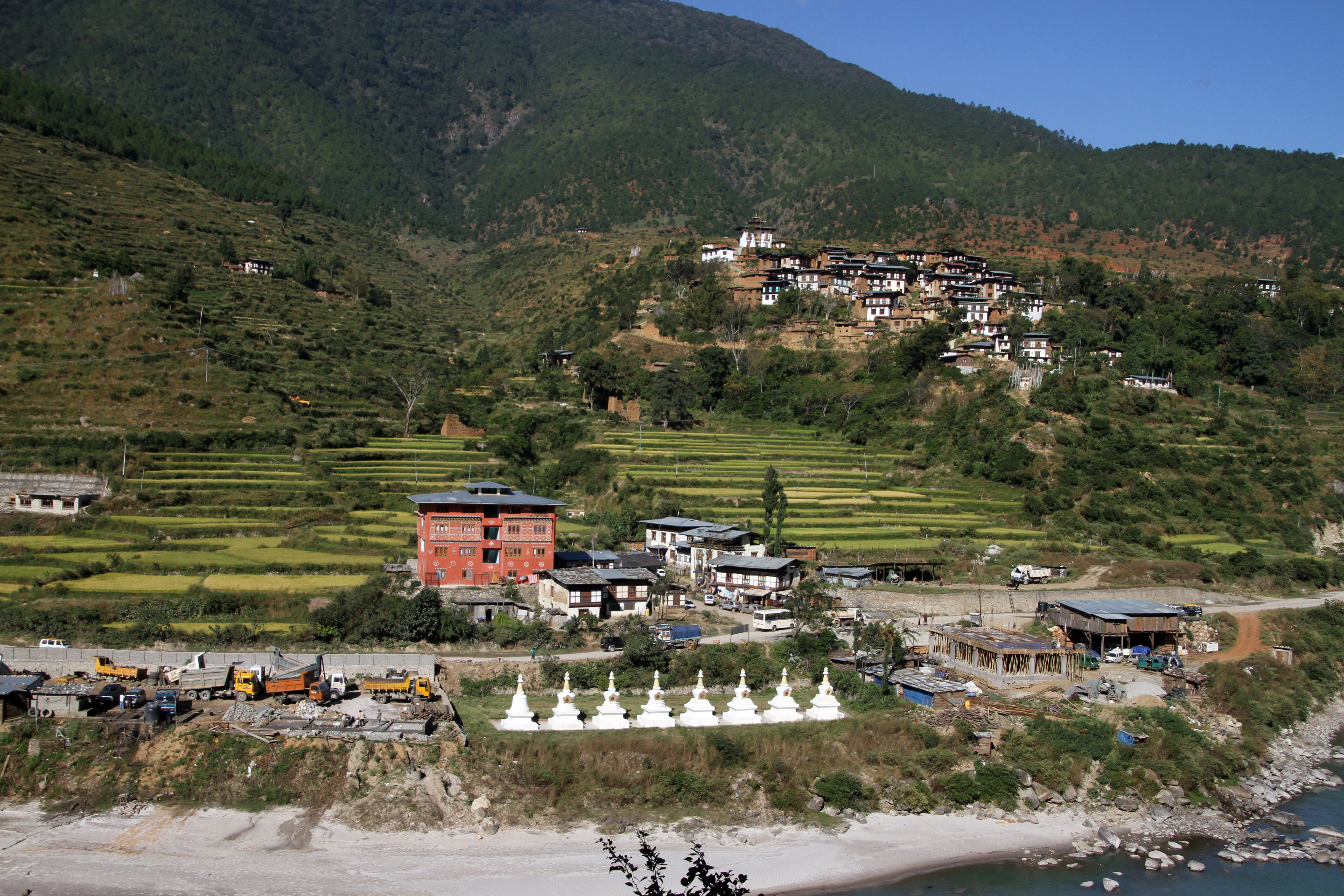
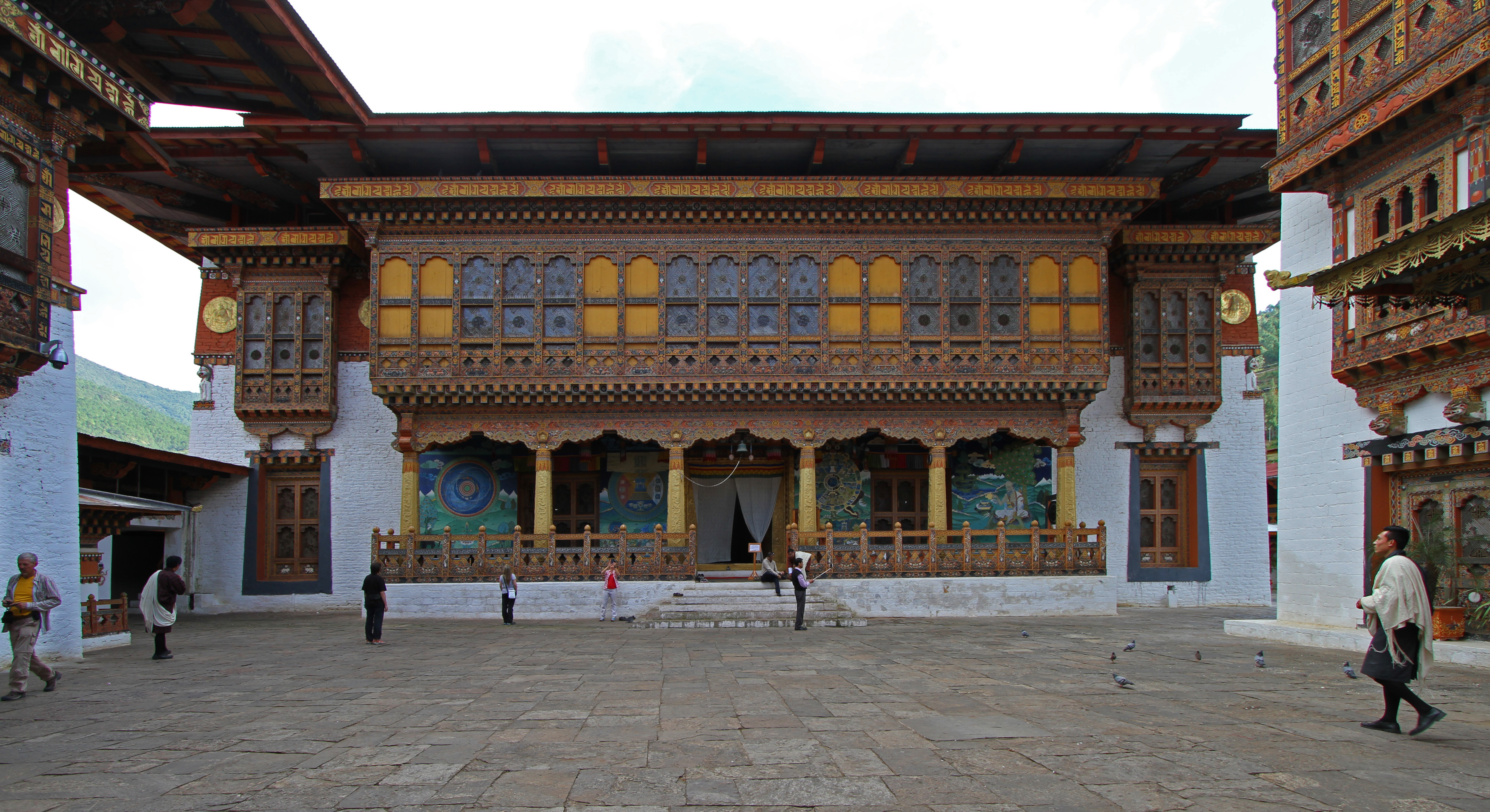
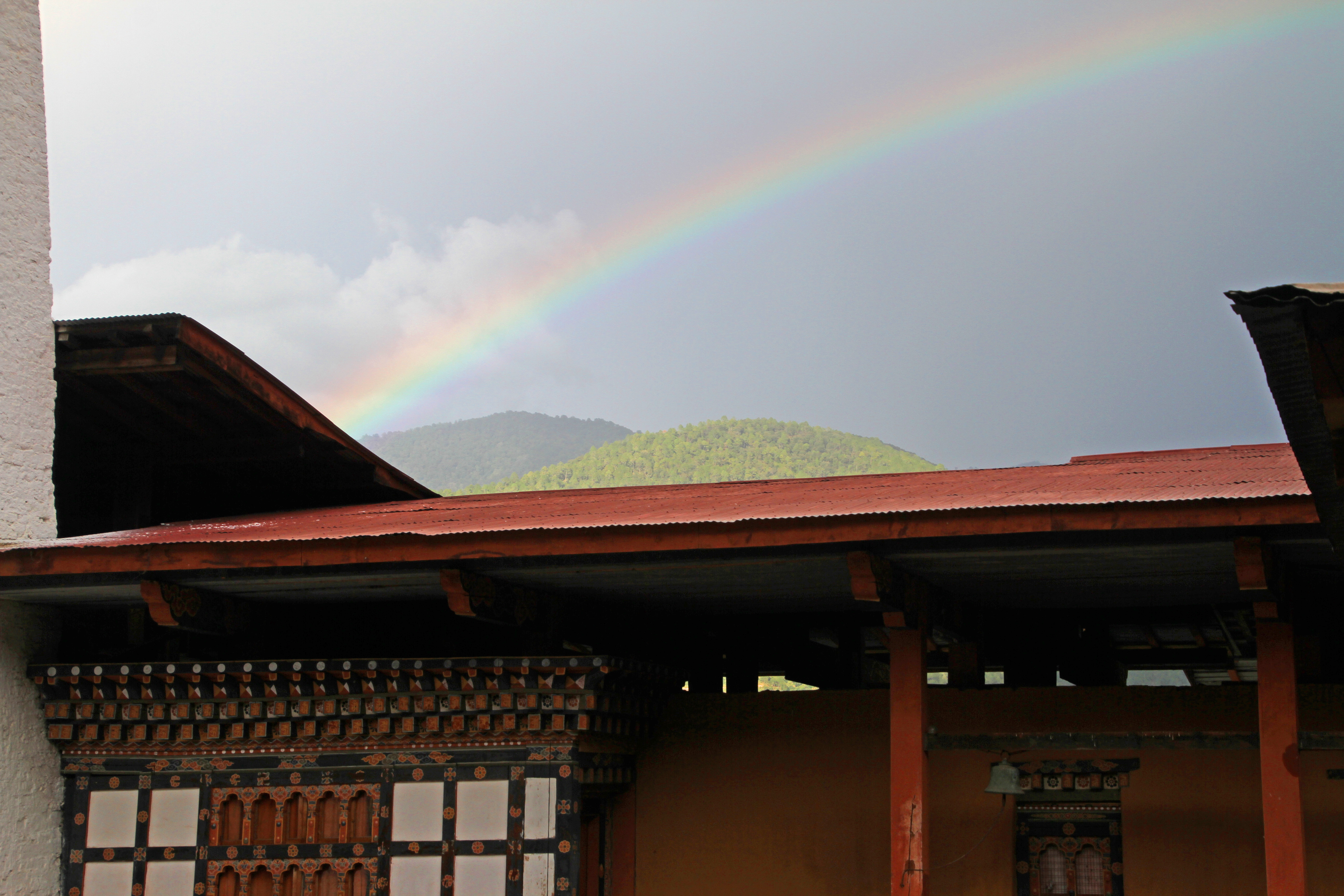
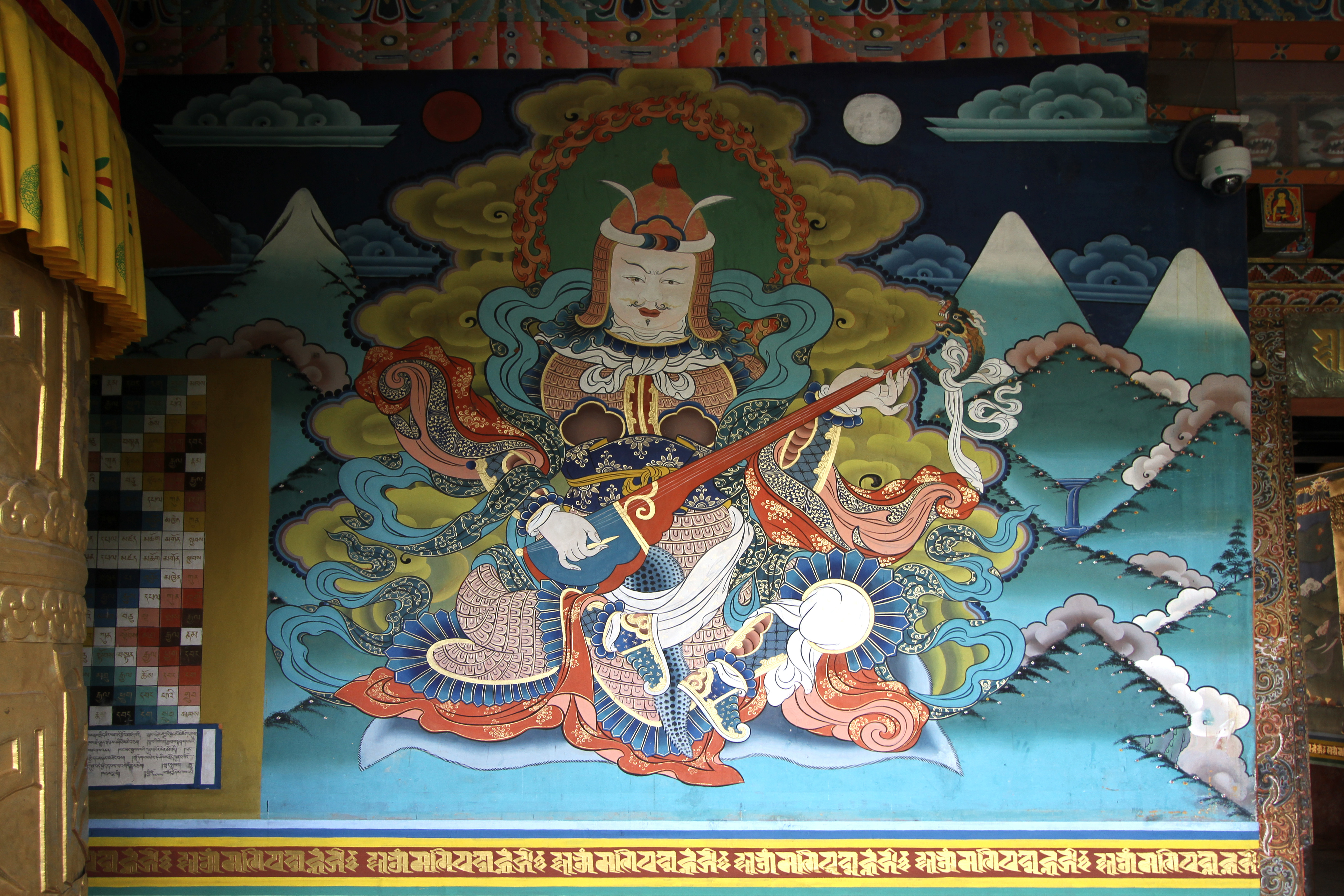
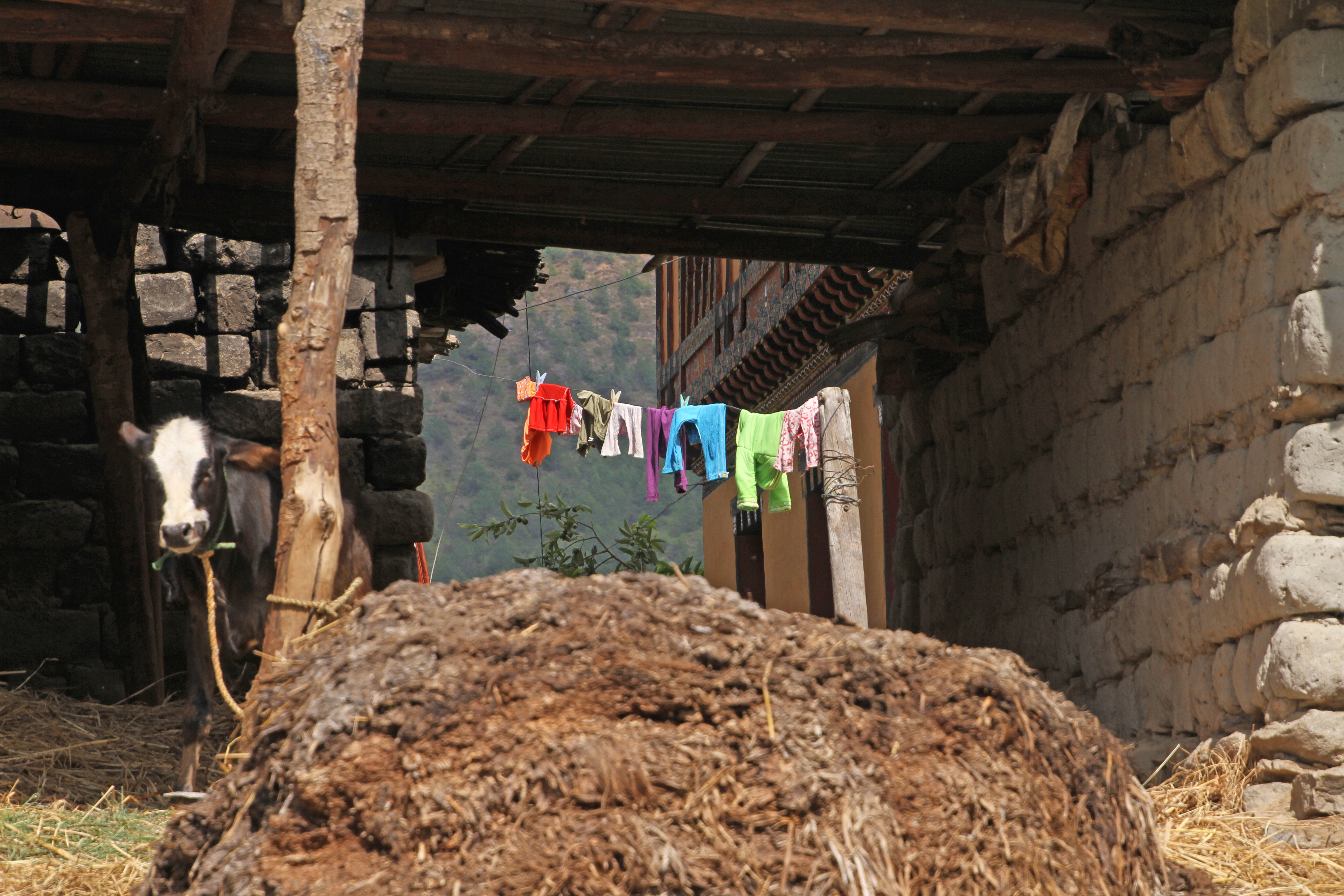
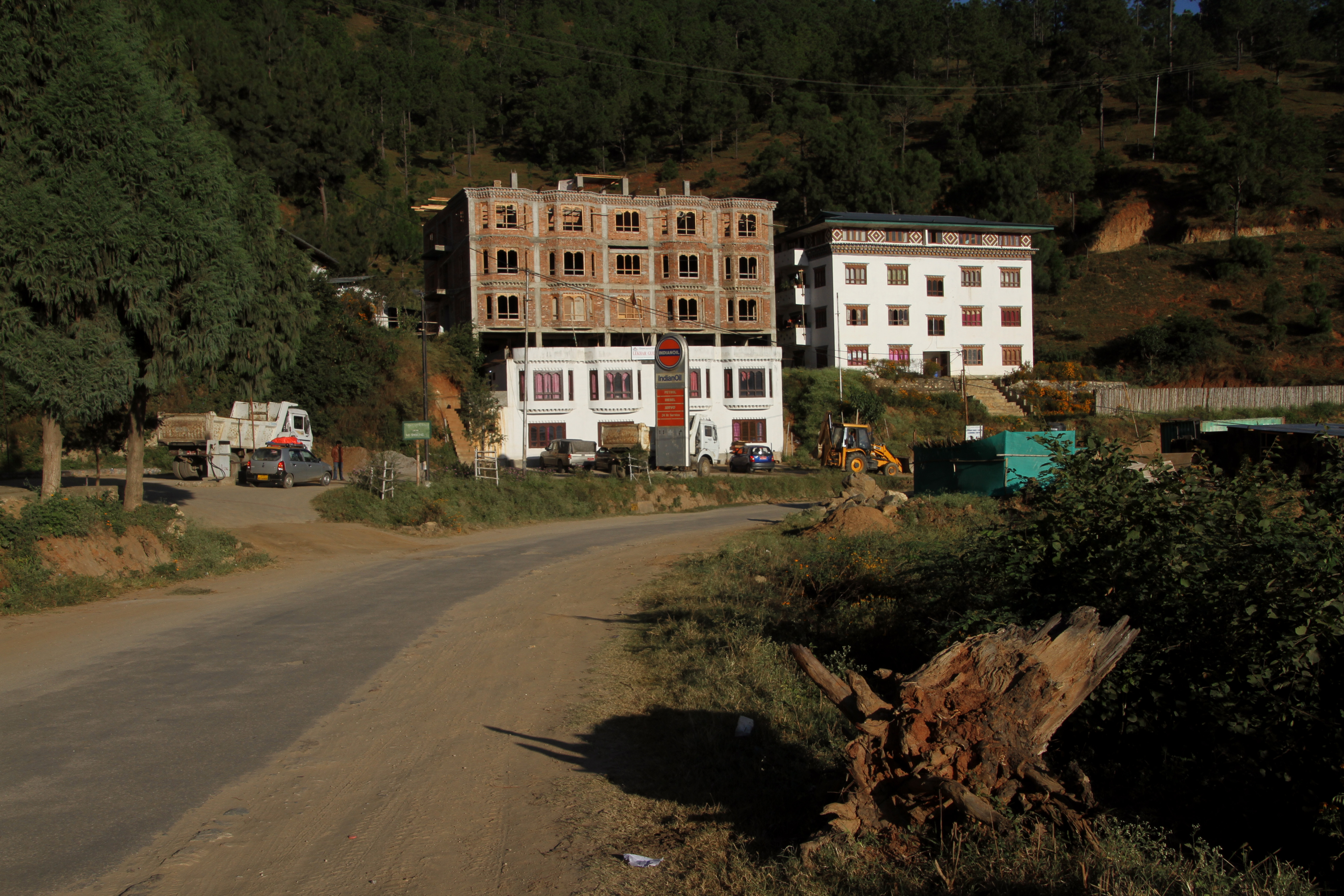
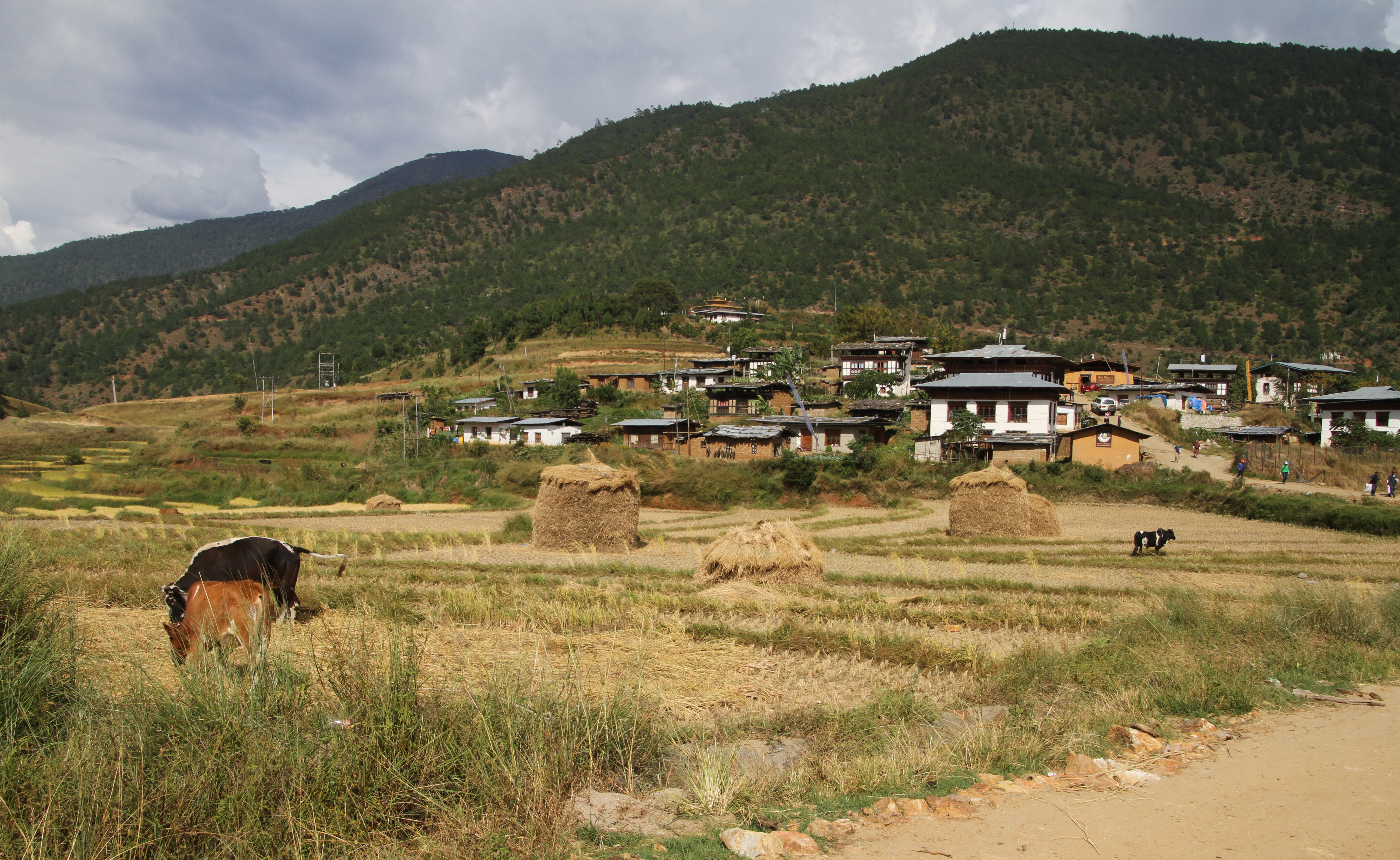